# Kanton Charenton-le-Pont
Kanton Charenton-le-Pont is een kanton van het Franse departement Val-de-Marne. Kanton Charenton-le-Pont maakt deel uit van het arrondissement Créteil en telt 64.506 inwoners in 2017.

## Gemeenten
Het kanton Charenton-le-Pont omvatte tot 2014 de volgende gemeenten:
- Charenton-le-Pont (hoofdplaats)
- Saint-Maurice

Bij de herindeling van de kantons door het decreet van 17 februari 2014, met uitwerking in maart 2015, werden de volgende gemeenten aan het kanton toegevoegd: 
- Joinville-le-Pont
- Nogent-sur-Marne  (westelijk deel)